# Túpolev Tu-22M
El Tupolev Tu-22M (en ruso: Туполев Ty-22M, designación OTAN: Backfire) es un bombardero estratégico y de ataque marítimo, supersónico, de largo alcance y con ala de geometría variable desarrollado por Túpolev en la Unión Soviética entre finales de los años 60 y principios de los 70. Se fabricaron unas 500 unidades de todas sus variantes y permanece en servicio con la Fuerza Aérea Rusa.

## Desarrollo

### Fase de diseño
El diseño del anterior bombardero supersónico pesado Tu-22 demostró en sus pruebas iniciales ser inferior en algunos aspectos a su predecesor, el afamado bombardero bimotor de largo alcance Tu-16, del que se construyeron 1500 unidades y al que se suponía debía reemplazar. Su bajo rendimiento en el despegue y el aterrizaje (ya que necesitaba de una gran velocidad para poder despegar y aterrizar, debido a sus alas muy aflechadas, diseñadas especialmente para la alta velocidad) y su limitado radio de alcance eran sus principales puntos débiles. Incluso tras la introducción en servicio del Tu-22, Túpolev comenzó a trabajar rápidamente en un nuevo sucesor mejorado, con el nombre de modelo Tu-22M. 
Como en los proyectos contemporáneos del Mikoyan-Gurevich MiG-23 y Sukhoi Su-17, las ventajas de las alas de geometría variable parecían apropiadas para aplicarlas en el nuevo diseño de la variante mejorada del bombardero Tu-22, permitiendo una combinación de un buen rendimiento en despegue, en aterrizajes cortos en pistas comerciales, velocidad de crucero eficiente y una velocidad máxima óptima a baja cota, para misiones de ataque de penetración profunda y vuelos rasantes sobre el mar. El resultado fue un nuevo avión bombardero mejorado, denominado Samolot 145, que provenía del anterior bombardero Tu-22, con algunas características del proyecto desechado del cazabombardero Tu-98.

### Fase de pruebas
El primer prototipo del nuevo y mejorado Tu-22M0 realizó su primer vuelo de pruebas el 30 de agosto de 1969. La OTAN observó por primera vez el avión en esa época y durante algunos años, se creyó en Occidente que la designación en servicio era de un bombardero totalmente nuevo, el Tu-26. 
Durante los acuerdos SALT de limitación de armas estratégicas y bombarderos tácticos, los soviéticos insistieron en que este avión era solamente el bombardero Tu-22M, una mejora del anterior modelo del bombardero Tu-22. En ese momento, los expertos occidentales sospechaban que esta designación intentaba ocultar que se trataba de una aeronave nueva y totalmente diferente del bombardero Tu-22, violando el acuerdo de limitación de armas, en lugar de ser solamente una variante más avanzada con algunas mejoras de diseño del anterior modelo de bombardero Tu-22. 
Sin embargo, luego se conocería que el modelo Tu-22M era la designación correcta, y el vínculo con el anterior modelo de bombardero Tu-22 fue realizado por el equipo de diseño de Túpolev, solo para intentar convencer al gobierno soviético y al bloque de países occidentales que se trataba de una variante económica y mejorada del modelo de avión anterior. De hecho, el tren de aterrizaje delantero y la bodega de carga interna para las bombas provenían del mismo diseño del bombardero Tu-22 anterior.
Solo se construyeron nueve unidades del nuevo modelo de preproducción Tu-22M0 para pruebas iniciales de vuelo, seguido rápidamente de otras nueve unidades más del modelo mejorado Tu-22M1, entre 1971 y 1972. Ambos modelos fueron designados por la OTAN como Backfire-A. La primera versión de producción en serie importante comenzó en 1972, con el modelo mejorado Tu-22M2 (Backfire-B), con alas de mayor tamaño y rediseñado intensamente, aumentando el fuselaje, con un gran timón vertical de profundidad, que se proyecta hacia el centro de la estructura para aumentar la estabilidad del avión y evitar los derrapes durante los aterrizajes; ampliando a cuatro su tripulación, piloto y copiloto, sentados adelante; ingeniero de radar y artillero, sentados detrás de la cabina de mando, en asientos eyectables independientes.

## Diseño

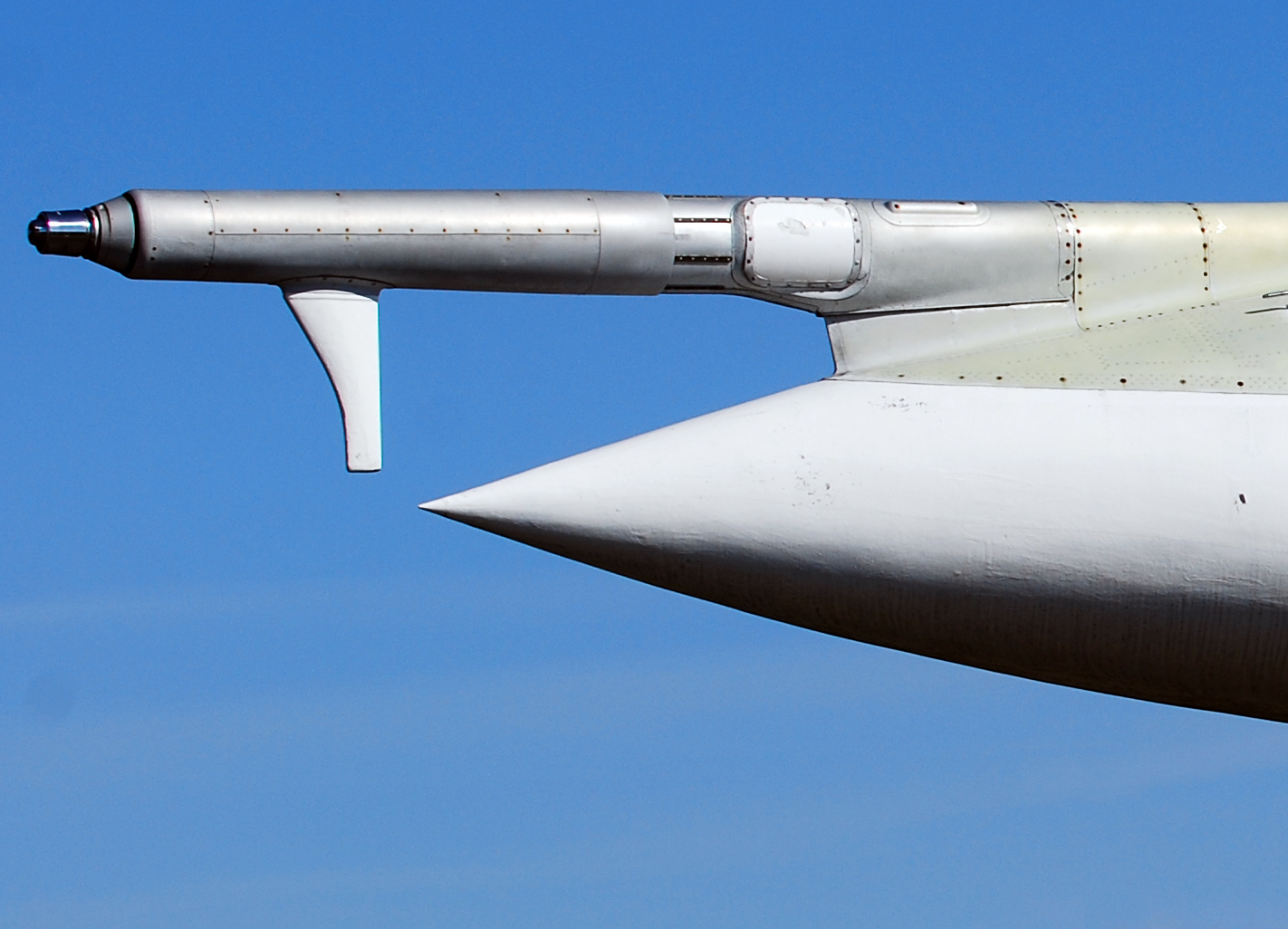
Sonda para reabastecimiento en vuelo de un Tu-22M1.

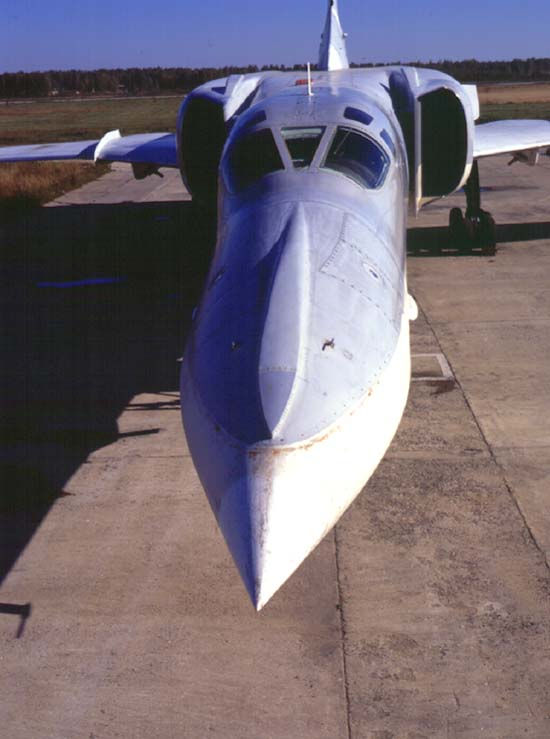
Parte frontal de un Tu-22M2, con sus tomas de aire verticales.

Avión bombardero estratégico pesado, bimotor y de largo alcance, con alas de geometría variable, de vuelo supersónico y buen rendimiento en vuelo, a media y baja altitud, que superó todos los problemas de diseño del anterior modelo Tu-22.
Dispone de nuevos motores gemelos NK-22 y grandes tomas de aire laterales (similares a las del cazabombardero occidental F-4 Phantom II), que forman una extensa toma de admisión de aire de los motores para aumentar su potencia, y un nuevo tren de aterrizaje principal, más alto, con tres ejes de ruedas y colocado en la base de las alas, en lugar de estar en contenedores bajo cada ala del avión, que se retraen desde las alas hacia el centro del fuselaje (como el diseño del bombardero supersónico francés Dassault Mirage IV); además, bajo la nueva cabina de mando está instalada una mira electro-óptica, sistema de guía de bombas OBP-15T por láser y de obtención de imágenes por infrarrojo. 
Este nuevo modelo de bombardero supersónico pesado y de largo alcance, reconocido finalmente como una variante mejorada del anterior bombardero Tu-22, estaba armado principalmente con misiles navales de largo alcance antibuques o misiles crucero, generalmente uno o dos Raduga Kh-22 (AS-4 Kitchen), montados bajo el fuselaje central, justo en la base de las alas, uno a cado lado del tren de aterrizaje principal. Algunos Tu-22M2 fueron equipados nuevamente con motores más potentes NK-23 y renombrados como Tu-22M2Ye. 
En servicio, los nuevos bombarderos Tu-22M2 fueron conocidos por su tripulación como Dvoika (dobles), siendo más popular que el anterior bombardero Tu-22, base de su diseño, gracias a su mejor rendimiento de vuelo, rendimiento y cabina mejorados, que le permiten al piloto tener una mejor visión de la pista en el momento de los aterrizajes por el costado de la nueva punta aerodinámica del avión, que no es necesario inclinarla hacia abajo como la punta del avión supersónico de pasajeros Concorde; los tripulantes ingresan a la cabina de mando fácilmente, mediante cuatro compuertas grandes, ubicadas dos a cada lado de la cabina, que se abren hacia arriba como alas de gaviota, facilitando el ingreso de los tripulantes a la aeronave y solucionando los problemas de abordaje y eyección de la tripulación del anterior modelo Tu-22. 

### Tu-22M3

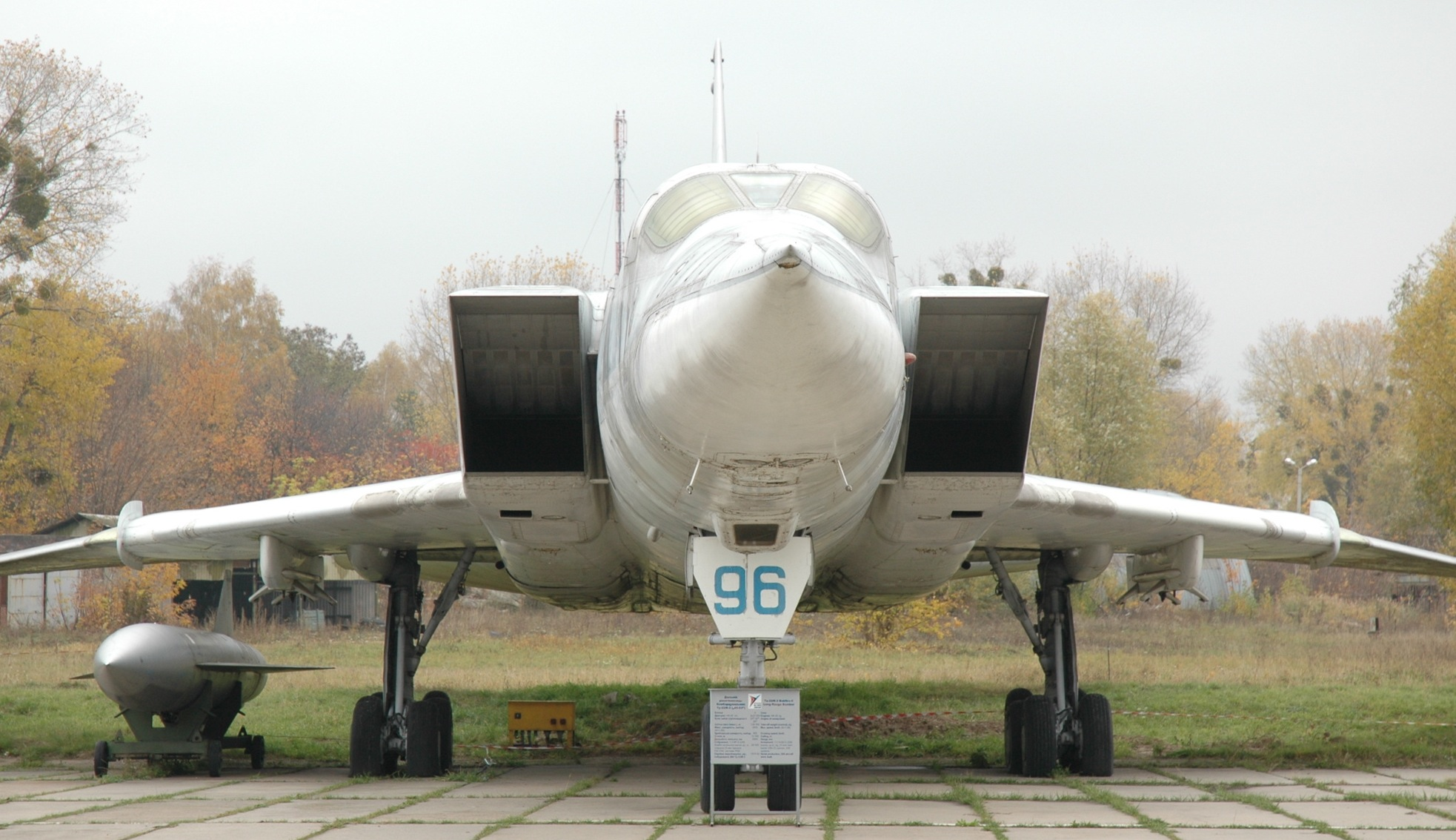
Vista frontal de un Tu-22M3, con sus tomas de aire inclinadas similares a las del MiG-25.

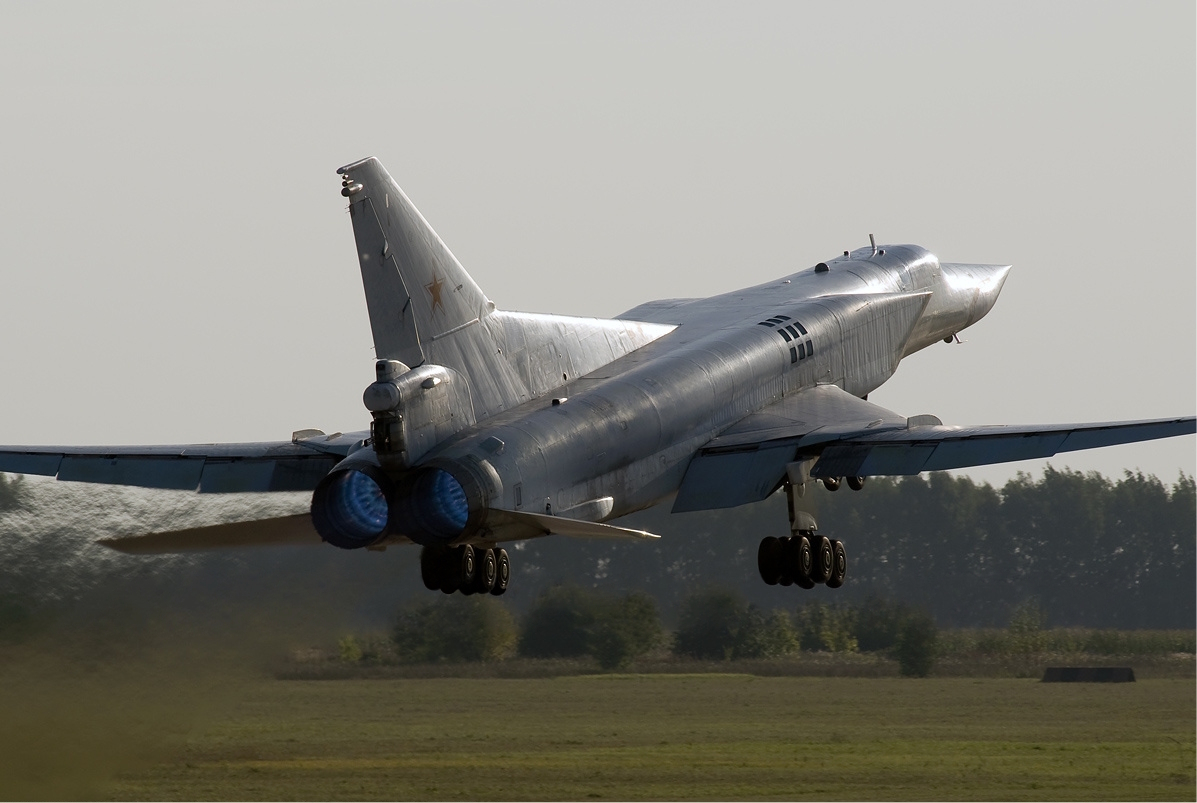
Vista trasera de un Tu-22M3 durante un despegue.

El modelo posterior y final de este diseño, con varias mejoras y actualizaciones, es el Tu-22M3 (designación OTAN Backfire-C), que realizó su primer vuelo de pruebas en 1976 y entró en servicio en 1983, siendo un avión relativamente nuevo en el inventario de la Fuerza Aérea Soviética. Fue equipado con nuevos motores de turbina NK-25 de mayor potencia, con empuje de postquemadores de combustible y grandes toberas de salida de gases regulables, como las de los aviones de caza supersónicos, ideales para obtener mayor empuje hacia adelante, y nuevas tomas de aire, más grandes, alargadas y adelantadas casi hasta la cabina de mando, en forma de cuña, similares al diseño del caza de superioridad aérea MiG-25 y del caza occidental F-15, las más apropiadas para vuelos supersónicos, con aberturas laterales auxiliares en el centro del conducto de aire a los motores, que se abren como pequeñas compuertas a los costados de la aeronave para permitir el ingreso de más aire a los motores en vuelos a baja altitud, y durante el despegue y aterrizaje de la aeronave, para aumentar su potencia y evitar accidentes.
Se instalaron nuevas alas de ángulo variable, con un mayor grado de inclinación y alerones de frenado, que se abren hacia arriba y abajo, para lograr aterrizajes en pistas más cortas, aeropuertos comerciales y en bases militares de países aliados; el morro alojaba un nuevo radar Leninets PN-AD de mayor alcance; el nuevo sistema de navegación y combate NK-45, que mejoraba el vuelo a baja cota, especialmente diseñado para realizar misiones de bombardeo naval en vuelos rasantes sobre el nivel del mar. 
El nuevo Backfire-C tenía una torreta en la cola, justo sobre los motores gemelos, con un cañón automático controlado por radar a control remoto desde la cabina de mando, montado en un pequeño radomo trasero; bajo los motores despliega un paracaídas para aterrizajes cortos y en la bodega de carga se instaló un nuevo lanzador rotatorio para misiles Raduga Kh-15 (AS-16 Kickback), similar al misil estadounidense AGM-69 SRAM, capacidad para transportar bombas guiadas y bombas convencionales de caída libre. El nuevo avión tenía mejor rendimiento que el anterior Tu-22M2 (Backfire-B) y recibió el sobrenombre de Troika (tríos) por sus tripulantes.
Una de las controversias del nuevo y mejorado Tu-22M3 (Backfire-C) era su capacidad de reabastecimiento en vuelo para aumentar su alcance. El primer diseño del Tu-22M básico estaba fabricado con una sonda fija para reabastecimiento aéreo de combustible en la parte superior del cono delantero del radar, pero fue eliminada posteriormente, como resultado de las negociaciones de limitación de armas estratégicas y bombarderos SALT, con Estados Unidos, aunque podía ser reinstalada fácilmente si era necesario, con un nuevo programa Up-grade para enfrentarse a una guerra convencional o nuclear contra occidente, si es que fuera necesario hacerlo. Terminados los acuerdos SALT en 2008, se desconoce información sobre las nuevas modificaciones que tenga la última versión de este moderno avión bombardero.
Una pequeña cantidad de los nuevos bombarderos supersónicos Tu-22M3 (Backfire-C), quizá una docena, fueron convertidos en la nueva variante mejorada Tu-22M3(R) o Tu-22MR, con un nuevo radar de búsqueda lateral Shompol y otros equipos de radar de mayor alcance ELINT. Una variante mejorada dedicada a la guerra electrónica, designada como Tu-22MP, para realizar misiones de avión radar "guía de ataque" de otros aviones de combate y vigilancia naval tipo "Hawkeye", fue construida en 1986, pero en cantidad muy escasa, solo dos o tres prototipos de pruebas. Algunos Tu-22M3 fueron actualizados a la nueva y versión final mejorada Tu-22ME. En total, se fabricaron unos 500 bombarderos supersónicos Tu-22M entre todas sus variantes, pero no se conoce con certeza cuántos Tu-22M3 más modernos están todavía operativos en Rusia. No se construyeron más modelos en serie por la aparición de nuevos misiles ICBM, que demostraron ser más económicos de producir y operar, y de los que se fabricaron más de 10 000 unidades para mantener la misma disuasión nuclear que un bombardero totalmente operativo estacionado en las bases militares.

### Tu-22M3M
En enero de 2012, Rusia informó que está modernizando 30 de sus bombarderos Tu-22M3 al nuevo estándar del modelo experimental Tu-22M3M. El primero de los modelos de aviones M3M entró recientemente en servicio para realizar pruebas de vuelo. Esta nueva versión ha mejorado la electrónica en la cabina de mando, es capaz de transportar las nuevas bombas inteligentes de alta precisión del sistema de navegación GLONASS y tiene el sistema de reabastecimiento en vuelo de combustible restaurado, originalmente equipados en el anterior Tu-22M3. Esta capacidad se eliminó en 1980 para cumplir con el tratado de limitación de armas SALT. 
Otros componentes de las aeronaves serán renovados según sea necesario, con la nueva tecnología aplicada en otros modelos de aviones en los últimos años. Se espera mantener estos 30 ejemplares de bombarderos Tu-22M3M en servicio por otros 10 años o más tiempo, hasta la entrada en operación de un nuevo avión supersónico de diseño stealth invisible al radar.
El Tu-22M3 es un diseño desarrollado en 1970 en plena Guerra Fría, pero cuando terminó la misma en 1991, más de 300 bombarderos Tu-22M3 todavía estaban en servicio, otros 500 aviones fueron producidos entre 1969 y 1993. El Tu-22M3 participó en los bombardeos sobre Afganistán en 1980 y en 2008 en la guerra de Georgia. Rusia espera tener en servicio un nuevo diseño de bombardero invisible al radar en 2020, para sustituir a la más moderna versión Tu-22M3M. Está previsto que el primer vuelo se realice antes de finales de 2018. Se le ha dotado de nuevos equipos electrónicos, además de aumentar su alcance y eficacia.

## Historia operacional

### Unión Soviética

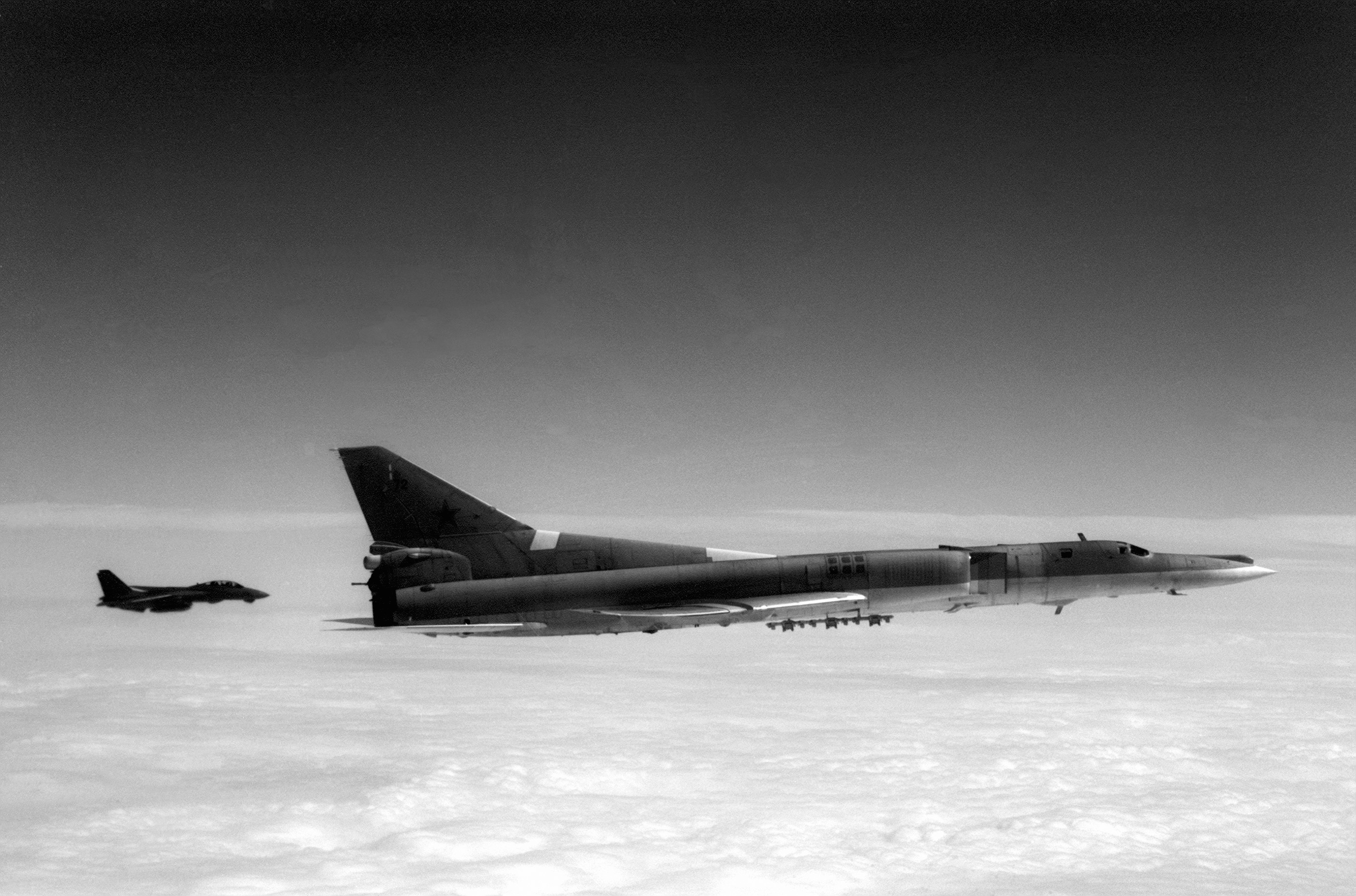
Un bombardero soviético Tu-22M Backfire-B es escoltado por un caza estadounidense F-14A Tomcat.

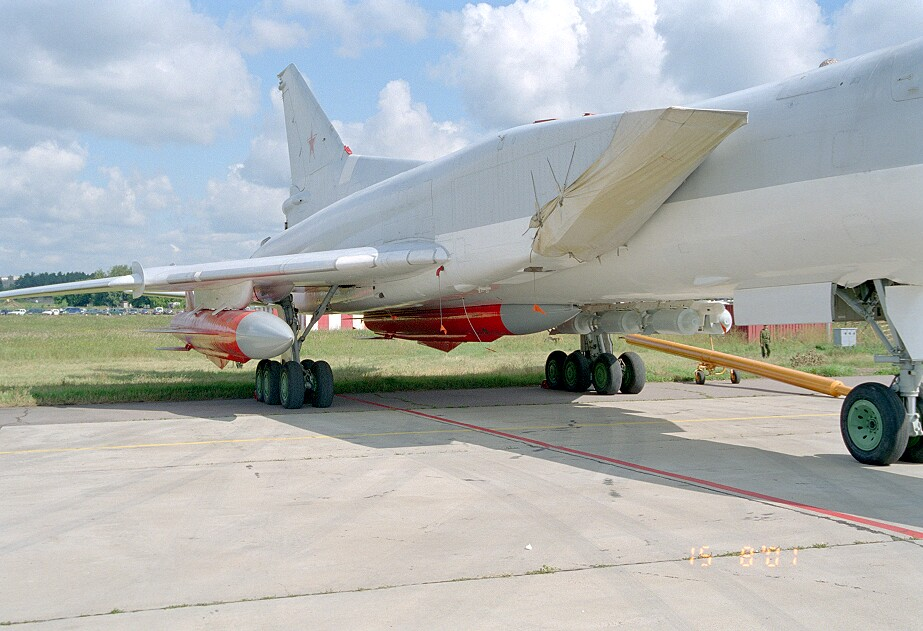
Dos misiles antibuque Raduga Kh-22 y seis bombas FAB-500 montados en un Tu-22M3.

Los dos prototipos Tu-22M0 fueron entregados al 42.º Centro de Entrenamiento de Combate de la Aviación de Largo Alcance en Dyagilevo (base aérea), cerca de Riazán, en febrero de 1973. El avión comenzó a practicar salidas en marzo. Dentro de los 20 días posteriores a la entrega de la aeronave, la tripulación aérea y terrestre en la base aérea había recibido sus habilitaciones de tipo; esto fue ayudado por su entrenamiento anterior en Túpolev, el Instituto de Investigación de Vuelo Gromov y la planta de Kazán. En junio de ese año, los aviones fueron mostrados a funcionarios del gobierno soviético, destruyendo tanques y vehículos blindados.
El Tu-22M se presentó por primera vez en 1980 durante la participación de la aeronave en un importante ejercicio del Pacto de Varsovia. Durante el ejercicio, los Tu-22M2 navales realizaron operaciones antibuque en el mar Báltico en la simulación de un desembarco anfibio. El ejercicio fue ampliamente cubierto por la prensa y los medios de televisión. En junio de 1981, cuatro aviones Tu-22M fueron interceptados y fotografiados por aviones noruegos que volaban sobre el mar de Noruega.
El primer ataque simulado por el Tu-22M contra un grupo de portaaviones de la OTAN se produjo entre el 30 de septiembre y el 1 de octubre de 1982. Ocho aviones se unieron a las fuerzas de tarea estadounidenses del USS Enterprise y del USS Midway, que operaban en el Pacífico Norte. Llegaron a 120 millas (200 km) de las fuerzas de tarea. Se pensó que la reacción de la Armada de los Estados Unidos se contuvo durante este evento para permitir la observación de las tácticas del Tu-22M. El atacante también hizo intentos de probar el límite de la defensa aérea de Japón en varias ocasiones.
El Tu-22M se usó por primera vez en combate en Afganistán. Se desplegó de diciembre de 1987 a enero de 1988, durante el cual el avión realizó misiones de ataque en apoyo del intento del ejército soviético de aliviar el Sitio de Jost de los muyahidines. Dos escuadrones de aviones del 185.º GvBAP con base en Poltava fueron desplegados en la base aérea Maryy-2 en Turkmenistán. Capaz de arrojar grandes tonelajes de municiones convencionales, el avión bombardeó fuertes enemigos, bases y suministros de material. En octubre de 1988, el avión se desplegó nuevamente contra los muyahidines. Dieciséis Tu-22M3 se utilizaron para proporcionar cobertura a las fuerzas soviéticas que se retiraban del país. Los Tu-22M tuvieron la tarea de destruir los caminos de acceso a las fuerzas soviéticas, atacar a las fuerzas enemigas por la noche para evitar la reagrupación y atacar los suministros entrantes de Irán y Pakistán. Trabajando junto a 30 MiG-27 recién llegados, el avión también realizó misiones destinadas a aliviar la ciudad sitiada de Kandahar. El avión realizó su última operación afgana en enero de 1989, en el paso de Salang.
El Tu-22M sufrió problemas de mantenimiento generalizados durante su servicio con las fuerzas soviéticas. Estos provienen de la mala calidad de fabricación. Los motores y las células en particular tenían una baja vida útil. La Fuerza Aérea trató en un momento dado de enjuiciar a Túpolev por presuntamente apresurar los diseños inadecuados del Tu-22M y del Tu-160 en servicio. Esto fue agravado por la burocracia gubernamental, que obstaculizó la provisión de repuestos para permitir el servicio del Tu-22M. Con algunas aeronaves en tierra por hasta seis meses, la operatividad de la aeronave en agosto de 1991 era de alrededor del 30-40%.

### Rusia
En el momento de la disolución de la Unión Soviética, 370 aparatos permanecían al servicio de la Comunidad de Estados Independientes. La producción terminó en 1993.
La Federación de Rusia utilizó el Tu-22M3 en combate durante la primera guerra en Chechenia durante 1995, realizando ataques cerca de Grozny.
En agosto de 2007, el Tu-22M y el Tu-95 comenzaron a realizar patrullas de largo alcance, por primera vez desde 1992.
El 9 de agosto de 2008, un avión de reconocimiento ruso Tu-22MR fue derribado en Osetia del Sur por un sistema de misiles tierra-aire Buk-M1 de defensa aérea georgiana durante la guerra ruso-georgiana de 5 días. Uno de los miembros de su tripulación fue capturado (mayor Vyacheslav Malkov), otros dos fueron asesinados y el comandante de la tripulación, el teniente coronel Aleksandr Koventsov, desapareció en acción hasta noviembre de 2011.
El 29 de marzo de 2013, dos bombarderos Tu-22M3, que volaban en el espacio aéreo internacional, realizaron un ataque simulado contra Suecia. La defensa aérea sueca no respondió. Dos Tu-22M volaron supersónicos sobre el Mar Báltico el 24 de marzo de 2015. Dos Tu-22M se acercaron a Öland en el espacio aéreo internacional el 21 de mayo de 2015. La Fuerza Aérea Sueca envió dos cazas Saab JAS 39 Gripen para marcar su presencia. El 4 de julio de 2015, dos Tu-22M se acercaron a la isla sueca de Gotland sin violar su espacio aéreo, seguidos por aviones de combate suecos y de otro tipo.
En 2014, el experto aeroespacial ruso Piotr Butowski estimó que había siete escuadrones de Tu-22M en servicio, cada uno con aproximadamente 10 aviones, estacionados en tres bases aéreas; 40 en la base aérea de Belaya en el sureste de Siberia, 28 en la base aérea de Shaykovka al suroeste de Moscú y 10 en la base aérea de Dyagilevo en Riazán al sureste de Moscú, que sirve como unidad de entrenamiento para el bombardero. Con la eliminación de la capacidad de reabastecimiento de combustible en vuelo de la aeronave debido al tratado START I, la capacidad interna de combustible del Tu-22M limita su alcance operativo (radio de combate no reabastecido: 4000-5000 km (DIA), estimado entre 3360-3960 km (CIA)) desde sus bases de origen hasta solo alrededor de la esfera de influencia inmediata de Rusia.
El 17 de noviembre de 2015, como parte de la intervención militar rusa en la guerra civil siria, Rusia utilizó 12 bombarderos Tu-22M3 para atacar objetivos en Siria, junto con misiles de crucero disparados desde el Mediterráneo y bombarderos estratégicos Tu-95 y Tu-160. Del 22 al 31 de enero de 2016, los Tu-22M3 realizaron 42 incursiones en ataques aéreos en las cercanías de la ciudad de Deir ez-Zor. En la mañana del 12 de julio de 2016, seis bombarderos Tu-22M3 llevaron a cabo un ataque concentrado, utilizando municiones de alto explosivo contra objetivos del Daesh al este de Palmira, Al-Sukhnah y Arak. El 14 de julio, seis bombarderos Tu-22M3, que despegaron de sus aeródromos base en Rusia, lanzaron otro ataque masivo en las instalaciones del IS recientemente detectadas en las áreas al este de Palmira, así como en Al-Sukhnah, Arak y la estación de bombeo de petróleo T-3 en la provincia de Homs. Se realizaron nuevos ataques el 21 de julio, el 8 de agosto, el 11 de agosto y el 14 de agosto de 2016.
El 16 de agosto de 2016, los bombarderos comenzaron a volar misiones en Siria utilizando la base aérea Hamedan de Irán.
Desde finales de enero de 2017, seis Tu-22M3 reanudaron los ataques aéreos en el área de Deir ez-zor para evitar la captura de la ciudad por los yihadistas, y nuevamente a finales de 2017 para apoyar una ofensiva del gobierno.
El 4 de diciembre de 2022, dentro del contexto de la invasión rusa de Ucrania, al menos un bombardero Tupolev Tu-22M3 Backfire, matrícula RF-34110, resultó con daños sobre su timón de profundidad derecho y también ambas toberas de escape de sus dos motores, producto de un ataque a larga distancia por parte de las Fuerzas Armadas de Ucrania, contra la base aérea de Sarátov en Rusia. El ataque fue llevado a cabo mediante el empleo de drones.

### Exportación
La compañía Túpolev ha buscado clientes de exportación para el Tu-22M desde 1992, con posibles clientes que incluyen Irán, India y la República Popular de China, pero aparentemente no se han realizado ventas. A diferencia del bombardero Tu-22, los Tu-22M no se exportaron a países de Oriente Medio amenazados por la presencia militar de Estados Unidos en la región. Durante 2001, India firmó un contrato de arrendamiento con opción de compra para cuatro aviones Tu-22M con fines de reconocimiento y ataque marítimo. En ese momento, se esperaba que el avión fuera entregado con misiles de crucero Raduga Kh-22. El avión no fue entregado a la India.
En enero de 2013, surgieron informes de que China había firmado un acuerdo de compra para la producción y entrega de 36 Tu-22M3, bajo la designación china de H-10, con muchos componentes que se fabricarían a nivel nacional en China en virtud de un acuerdo de transferencia de tecnología con Rusia y Túpolev. También se ha especulado sobre las ventas del misil antibuque de largo alcance Raduga Kh-22 de fabricación rusa y el uso previsto de la flota como plataforma de ataque marítimo. Según los informes, Rosoboronexport ha negado cualquier venta o negociación con China con respecto al Tu-22M.

### Futuro

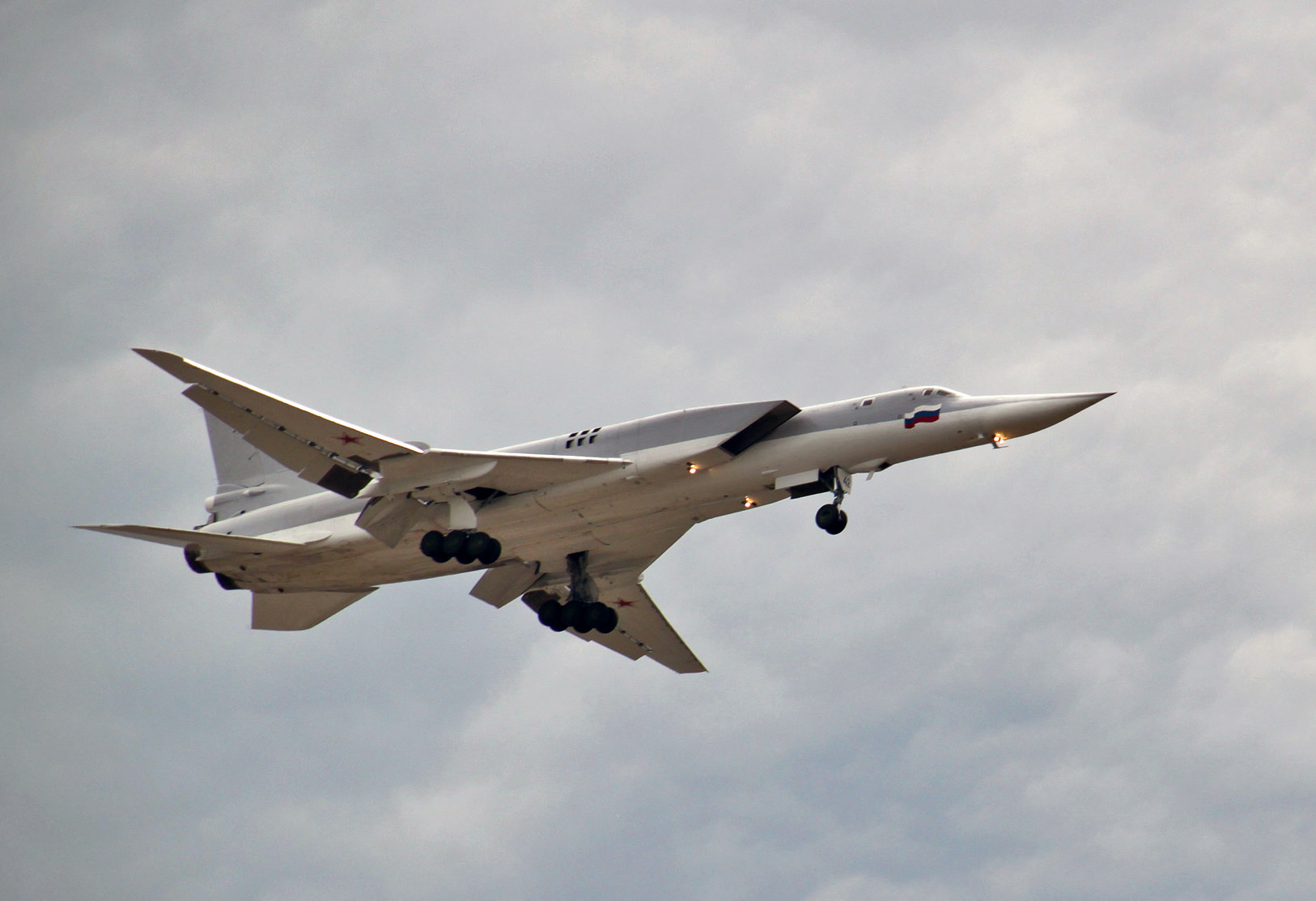
Un Tu-22M3 volando en 2010.

Es posible que Rusia pueda ofrecerlo para su exportación en este siglo, como un avión de reconocimiento marítimo, guardacostas y bombardero naval, para misiones de "guerra electrónica" y como guía de ataque tipo "Hawkeye" de otros aviones y misiles navales, que podrán volar ocultos con sus radares activos apagados, volando bajo a nivel del mar, bordeando islas, ríos, golfos, entre montañas y bajo las nubes, para sorprender a una fuerza naval y aérea adversaria, y combatir con una mayor ventaja contra otros aviones supersónicos, en los posibles enfrentamientos navales del nuevo siglo, y China podría comprar sus planos para su producción bajo licencia en el futuro, para defender sus intereses en el Mar del Sur de China y en Corea del Norte.
Fueron vistos volando en las maniobras aéreas y navales de Rusia en el Mar Mediterráneo, desplegados desde bases aéreas al sur de Rusia, escoltado por los aviones caza navales Su-33, que están embarcados en el portaaviones Almirante Kuznetsov, formando juntos un nuevo tipo de ala de combate y logrando impactar con éxito misiles simulados contra los barcos asignados como blancos enemigos, en las operaciones de juegos de guerra, impresionando a los militares de otros países que participaron como observadores en las maniobras y comprobando su efectividad como bombardero naval.
Los Su-33 crearon un perímetro de combate para enfrentarse a otros aviones caza adversarios y permitir la penetración profunda de los Tu-22M, que alcanzaron todos los blancos asignados en misiones de ataque simuladas con misiles supersónicos de largo alcance, en operaciones de combate a baja altitud con vuelos rasantes sobre el mar, desplegados desde bases aéreas en el sur de Rusia.
Recientemente, Rusia informó tener 140 Tu-22M3 todavía en servicio activo, en todas sus variantes para prácticas de misiones de ataque y entrenamiento de nuevos pilotos, que serán reemplazados en el año 2020 por un nuevo bombardero supersónico invisible al radar, conocido como proyecto Sukhoi PAK DA, con un diseño parecido al de ala volante del bombardero invisible B-2 Spirit de Estados Unidos, pero con alas de geometría variable, para poder obtener vuelo supersónico y un mejor desempeño de vuelo en los despegues y aterrizajes, en bases aéreas de países aliados. Estos nuevos aviones formarán la espina dorsal de la aviación estratégica de Rusia en la década siguiente a la modernización extensa de estos aviones.

## Variantes

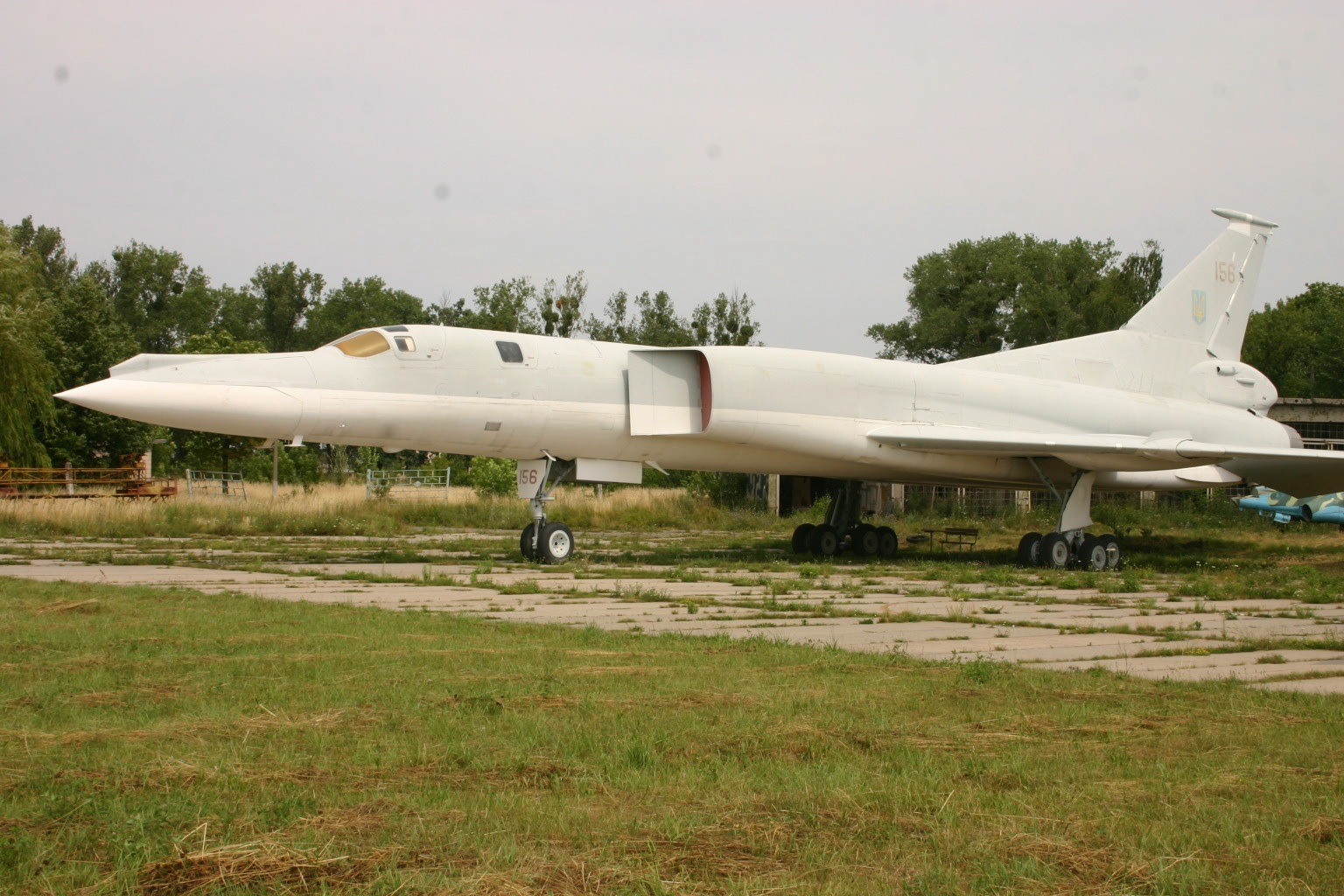
Uno de los primeros Tu-22M(0).

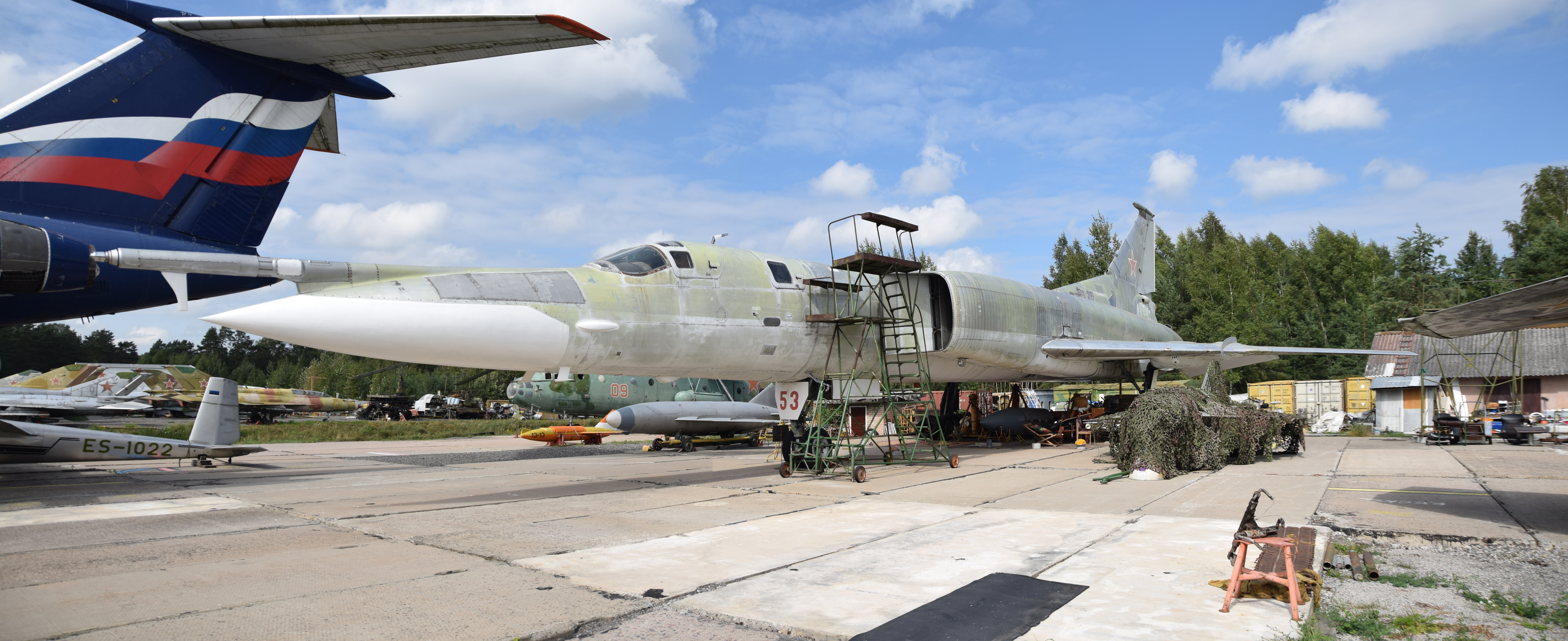
Tupolev Tu-22M1.

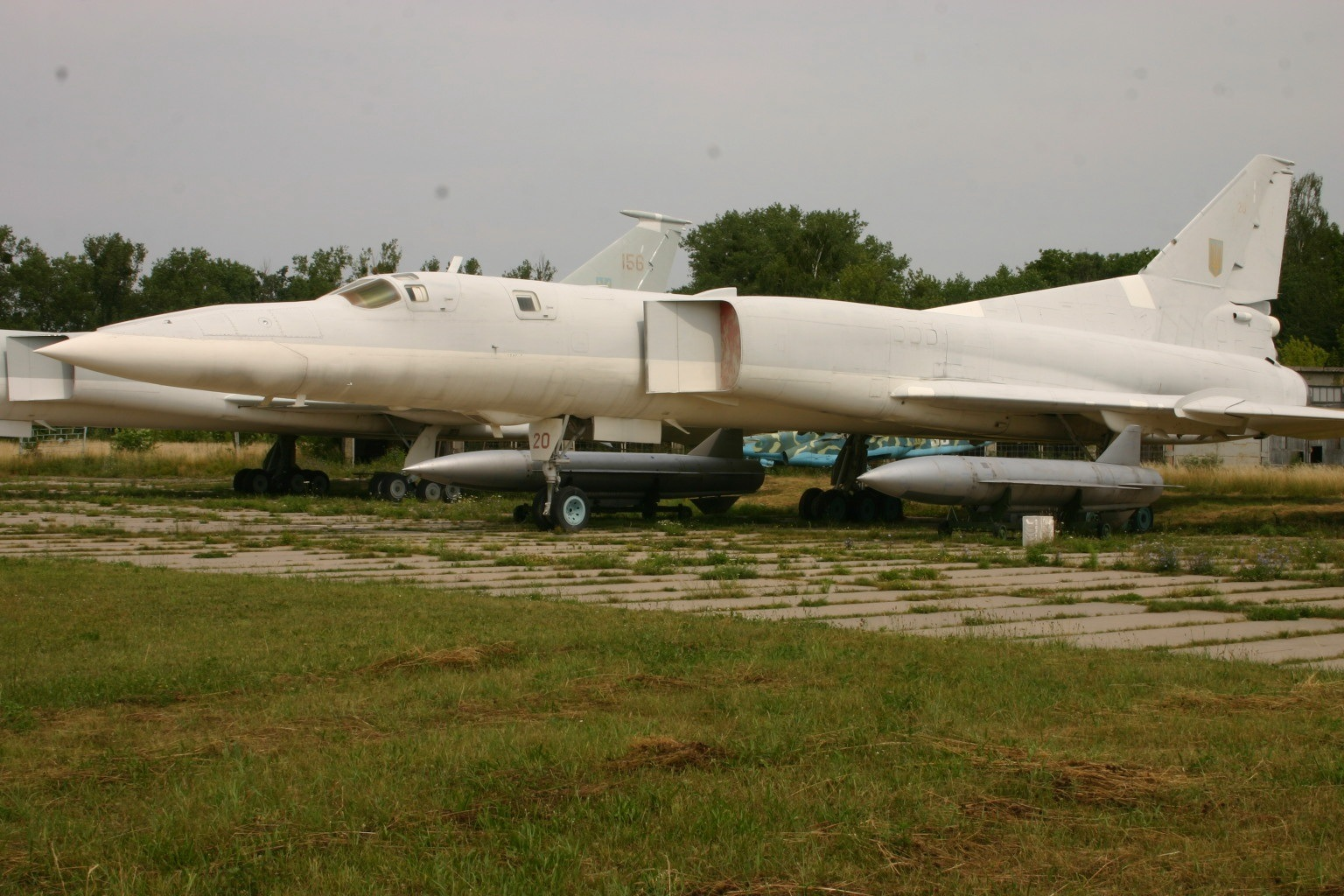
Tu-22M2.

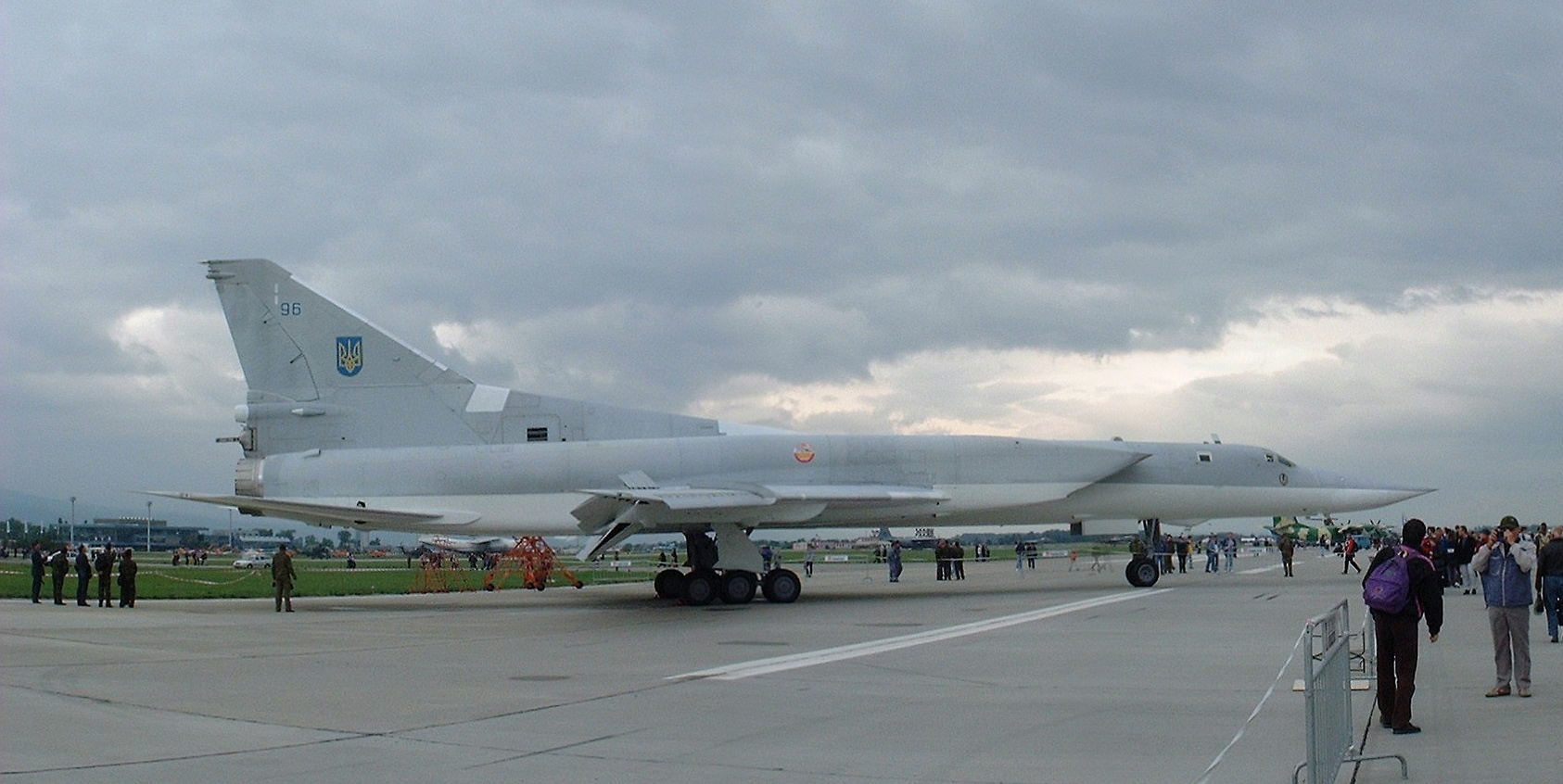
Un Tu-22M3 de la Fuerza Aérea Ucraniana en el SIAD 2002 Air Show, Bratislava, Eslovaquia.

Tu-22M(0)
Primera versión de preproducción, 9 construidos.
Tu-22M1
Aviones piloto de producción, 9 producidos en 1971 y 1972. Su designación OTAN fue Backfire-A.
Tu-22M2
Primera versión de producción importante, comenzando en 1972, como Tu-22M2 (OTAN: Backfire-B), con alas mayores y fuselaje extensamente rediseñado con regla del área (aumentando la tripulación a cuatro), motores gemelos NK-22 (empuje de 215 kN cada uno) con distintivas tomas de aire y nuevo tren de aterrizaje con el principal en un hueco alar en lugar de en grandes contenedores. 211 Tu-22M2 construidos de 1972 a 1983. El Tu-22M2 tenía una velocidad máxima de Mach 1,65 y estaba armado principalmente con misiles de crucero/antibuque de largo alcance, típicamente uno o dos Raduga Kh-22 antibuque. Algunos Tu-22M2 fueron reequipados más tarde con motores más potentes NK-23 y redesignados como Tu-22M2Ye.
Tu-22M3
El posterior Tu-22M3 (NATO: Backfire-C), que voló por primera vez en 1977, comenzó a operar en 1983 y entró en servicio oficialmente en 1989, disponía de nuevos motores NK-25 con bastante más potencia, tomas de aire con forma de cuña similares a las del MiG-25, alas con mayor ángulo máximo de incidencia y un morro con nueva forma albergando un nuevo radar de navegación/ataque Almaz PNA (Planeta Nositel, izdeliye 030A) (OTAN ‘Down Beat’) y sistema NK-45 de navegación/ataque que mejora mucho el vuelo a baja altitud. Los cambios aerodinámicos aumentaron su velocidad máxima a Mach 2,05 y su alcance en un tercio respecto del Tu-22M2. Posee una torreta de cola revisada con un único cañón, y provisión para un lanzador rotativo interno para misiles Raduga Kh-15, similar al AGM-69 SRAM estadounidense. Fue apodado Troika (trío o tercio) en el servicio ruso. Fueron construidos 268 ejemplares hasta 1993.
Tal y como se construyó, el Tu-22M incluía la provisión de una sonda retráctil en la parte superior del morro para el reabastecimiento aéreo. Se informó que la sonda fue desmontada como resultado de las negociaciones SALT, ya que con el reabastecimiento estaba considerado un bombardero estratégico de alcance intercontinental. La sonda podía reinstalarse si era necesario.
Los Tu-22M3 usados para atacar blancos en Siria fueron modernizados, instalándoseles los subsistemas computerizados especializados SVP-24-22, aumentando significativamente la precisión del bombardeo.
Tu-22M4
El desarrollo del "Izdeliye 4510" comenzó en 1983. Modernización con la instalación de nuevos motores NK-32 (del Tu-160) y con un cambios en las tomas de aire de los mismos. Modernización de la aviónica con la instalación de un nuevo complejo PNK, radar "Overview" (del Tu-160) y EW. Expansión de la panoplia de armas: 3 Kh-32 o 10 Kh-15 (con colocación de 6 puntos de suspensión internos o 4 externos) o UPAB-1500 con sistema de guía por televisión. En 1990 se construyó un prototipo en la factoría de Kazán. Los trabajos se abandonaron en noviembre de 1991. El avión prototipo 4504 está en la exposición del museo de la Base Aérea de Dyagilevo.
Tu-22MR
Varios Tu-22M3, quizá 12 aparatos, fueron convertidos al estándar Tu-22M3(R) o Tu-22MR con radar aéreo de apertura lateral Shompol y otro equipo ELINT.
Tu-22DP
El Tu-22DP/DP-1 (Dal'nego Perekhvata, interceptación de largo alcance) es un proyecto de interceptor de largo alcance basado en el Tu-22M2 (más tarde sobre la base del Tu-22M3). La investigación y desarrollo fue realizada por la Oficina de Diseño Túpolev con el GosNIIAS. Se supuso que el DP también podía llevar armas de ataque a tierra.
Tu-344
Transporte civil supersónico cancelado basado en el Tu-22M3, diseñado para llevar a 10-12 pasajeros. Desarrollado por la Oficina de Diseño Túpolev en el marco de un programa de conversión de la segunda mitad de los años 90. El desarrollo del avión comenzó en los 90 con el surgimiento del interés y la demanda de reactores de negocios supersónicos (SBJ). Como la creación de un avión desde cero requiere una gran inversión, la Oficina de Diseño Túpolev decidió crear un avión tipo SBJ basado en el Tu-22M3. Sin embargo, el proyecto era poco prometedor en esa época, y se suponía que el avión debía ser usado internacionalmente, pero no se ajustaba a los estándares medioambientales internacionales del momento.
Tu-22M3 con SVP-24-22
Tu-22M3 modernizado de la Fuerza Aérea Rusa, equipado con nuevo sistema de mira y computación SVP-24-22 Gefest, en lugar del complejo NK-45 Vakhta-2. El SVP-24-22 incluye una nueva y más potente computadora de a bordo SV-24, dispositivo input-output UVV-MP-22, unidad de generación de información de vuelo (BFI), indicador del colimador de aviación KAI-24, sistema de radionavegación SRNS-24 con receptor satélite A737 y dispositivo sólido de almacenamiento de información TBN-K-2 para guardar datos del complejo de navegación/designador de blancos SVP-24-22 y del grabador de vuelo. Cinco aviones modernizados entreron en servicio en 2015, dos en 2017, uno en 2018, y 2 en 2019.
Tu-22M3M
Tu-22M3 para la Fuerza Aérea Rusa con motores NK-32-02 del Tu-160M2, el 80 % de la aviónica fue reemplazada o modernizada, incluyendo miras de bombardeo SVP-24-22, un radar de antenas en fase NV-45, sistema de navegación GLONASS, cabina de cristal digital y controles de motor modernos, contramedidas electrónicas, y la capacidad de usar armas aire-superficie de precisión. La modernización también cuenta con la instalación de equipo de reabastecimiento en vuelo, retirado de los aviones existentes en 1979 bajo los acuerdos SALT II, que incrementará significativamente el radio de combate del bombardero. El Ministerio de Defensa ruso tiene previsto modernizar hasta 30 aparatos de los aproximadamente 60 Tu-22M3 actualmente en servicio a la variante avanzada Tu-22M3M. Puede llevar 3 misiles Kh-32 o 4 Kh-47M2 Kinzhal. La vida útil se extenderá a 40-45 años. El 16 de agosto de 2018 fue presentado el primer avión modernizado durante una ceremonia en la Planta de Aviación de Kazán. Realizó su primer vuelo el 28 de diciembre del mismo año. El 20 de marzo de 2020, el segundo avión Tu-22M3M modernizado realizó su primer vuelo.

## Operadores

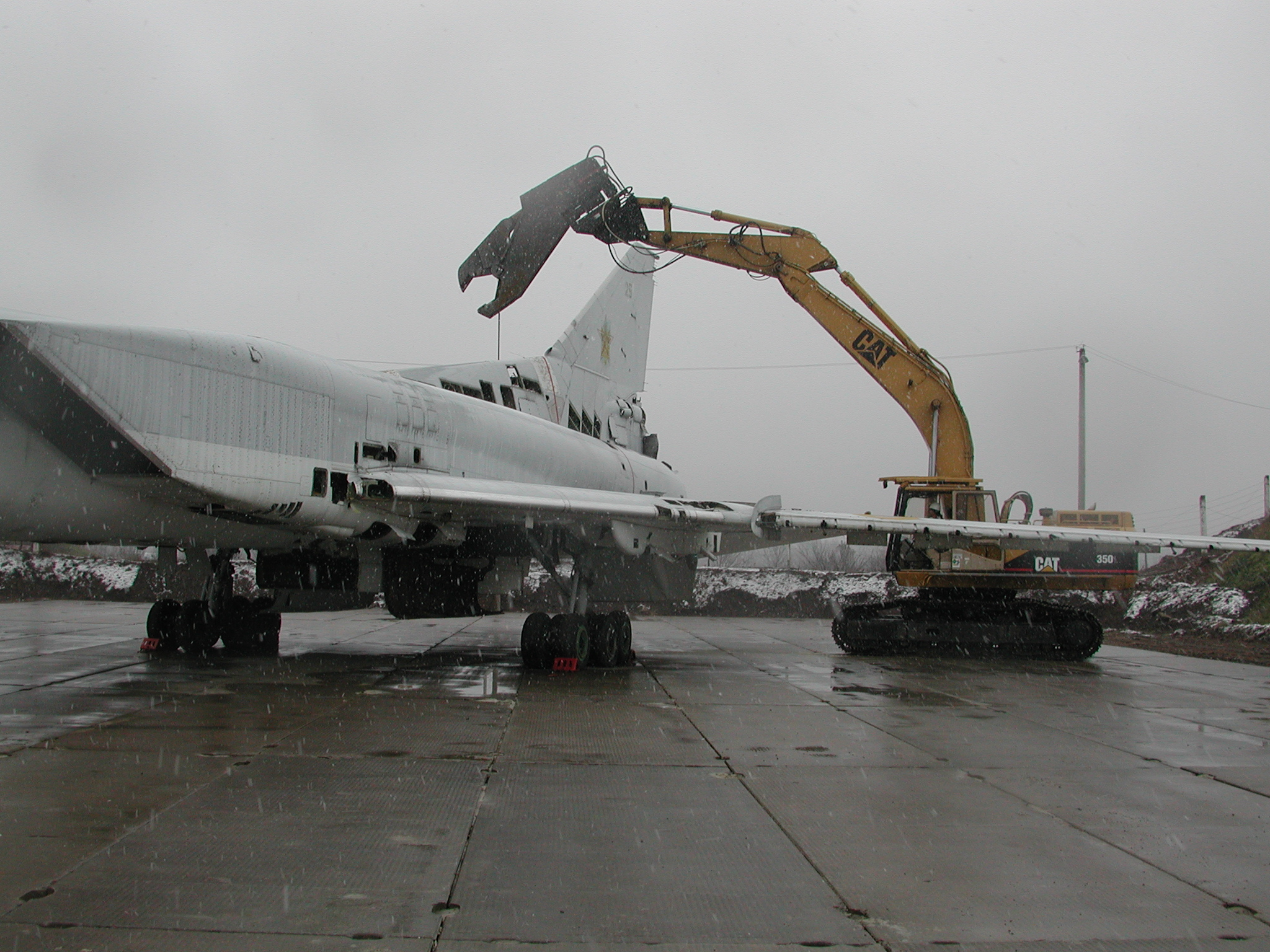
Un Tu-22M ucraniano siendo desmantelado mediante la asistencia proporcionada por Estados Unidos con su programa para la reducción de amenazas de defensa.

### Actuales
Rusia
- Fuerza Aérea Rusa: 93 en servicio a fecha de diciembre de 2010.[37]
- Aviación Naval Rusa: 58 en servicio, en diciembre de 2010.[37]

### Anteriores
Ucrania
- Fuerza Aérea Ucraniana
- Aviación Naval Ucraniana

 Unión Soviética
- Fuerza Aérea Soviética
- Aviación Naval Soviética

## Cultura popular
- Aparece en la película La suma de todos los miedos, Pánico nuclear, basada en la novela de Tom Clancy del mismo nombre. Se ve en la escena del ataque al portaaviones estadounidense USS John C. Stennis (CVN-74) en el Mar del Norte.
- La mejor representación fue la relatada en otra novela de Tom Clancy, Tormenta Roja. En una hipotética Tercera Guerra Mundial convencional ya desatada, se relata un ataque coordinado de varios regimientos aéreos de Tu-22 (ataque principal) y Tu-16 (ataque de distracción), realizando un ataque coordinado contra un grupo de batalla de la OTAN, en el que están 3 portaaviones, el USS Nimitz, el USS Saratoga y el Foch (Francia), más sus cruceros y destructores de escolta. En un verdadero juego de cacería del gato y el ratón, los rusos utilizan tácticas en las que se mezclan los límites máximos de alcances de detección radárica pasiva, interferencias ECM y distintos ejes de ataque, logrando penetrar los anillos defensivos del grupo de batalla de la OTAN e impactando en los tres portaaviones, un LHD y dañar seriamente un crucero.

## Especificaciones (Tu-22M3)
Referencia datos: Frawley, Donald, Wilson

### Características generales
- Tripulación: Cuatro (piloto, copiloto, navegante, Oficial de Sistemas de Armas)
- Longitud: 42,4 m (139,1 ft)
- Envergadura: (ala de geometría variable)
  - Con ala extendida (20° de flecha): 34,28 m
  - Con ala plegada (65° de flecha): 23,3 m
- Altura: 11,1 m (36,3 ft)
- Superficie alar: (ala de geometría variable)
  - Con ala extendida (20° de flecha): 183,6 m²
  - Con ala plegada (65° de flecha): 175,8 m²
- Peso vacío: 54 000 kg (119 016 lb)
- Peso máximo al despegue: 124 000 kg (para despegue asistido por cohetes)
- Planta motriz: 2× turbofán Kuznetsov NK-25.
  - Empuje normal: 245,2 kN (25 003 kgf; 55 123 lbf) de empuje cada uno.

### Rendimiento
- Velocidad máxima operativa (Vno): 2000 km/h (1243 MPH; 1080 kt) (Mach 1,88)
- Radio de acción: 6800 km y 2500 km con una carga de armas típica
- Techo de vuelo: 13 300 m (43 635 ft)
- Régimen de ascenso: 15 m/s (2953 ft/min)
- Carga alar: 688 kg/m² (140,9 lb/ft²)
- Empuje/peso: 0,40

### Armamento
- Cañones: 

  - 1x Gryazev-Shipunov GSh-23 de 23 mm en una torreta controlada a distancia
- Puntos de anclaje: Pilones bajo las alas, bajo el fuselaje y en bodega de armas interna con una capacidad de 24 000 kg, para cargar una combinación de:  
  - Bombas: 

    - 2x FAB-3000, 8x FAB-1500, 18x FAB-500 o 33x FAB-250 en la bodega de bombas
    - 24x FAB-500 o 36x FAB-250 en cuatro sujeciones externas bajo el fuselaje y dos sujeciones externas bajo las alas

  - Misiles: 

    - Misiles antibuque:
      - 3x Raduga Kh-22, dos en sujeciones externas sobre la base de las alas y uno semicarenado en la bodega de bombas (este último solo en el Tu-22M3)
      - 10x Raduga Kh-15 de corto alcance, dos misiles en cada una de las sujeciones externas sobre la base de las alas y seis en un lanzador rotativo dentro de la bodega de bombas

    - Misiles antirradar:
      - 4x Kh-31 de corto alcance, en cuatro sujeciones externas bajo el fuselaje

  - Otros: 

    - El Tu-22M3 no fue diseñado para llevar armamento nuclear. Fue probado para el uso de misiles Kh-31P, pero nunca fueron integrados en la flota

### Aviónica
- Radar Leninets PN-AD
- Sistema de navegación y ataque NK-45

## Aeronaves relacionadas

### Desarrollos relacionados
- Túpolev Tu-22
- Túpolev Tu-28
- Túpolev Tu-98
- Túpolev Tu-160

### Aeronaves similares
- Rockwell B-1 Lancer
- General Dynamics F-111 Aardvark
- Dassault Mirage IV
- BAC TSR-2

### Secuencias de designación
- Secuencia Tu-_ (interna de Túpolev): ← Tu-18 - Tu-20/Tu-95 - Tu-22 - Tu-22M/Tu-26 - Tu-28/Tu-128 - Tu-70 - Tu-72 →